# 莫平 (密蘇里州)
莫平（英語：Maupin）是位於美國密蘇里州富蘭克林縣的非建制地區。

## 歷史
莫平的郵局於1896年設立，其後於1942年停運。

## 地理
莫平所處的海拔為高於海平面191米（即627英呎），而該地所採用的時區為UTC-6，即北美中部時區（CST）。同時該地設有夏令時間，為UTC-6調快一小時，即UTC-5（CDT）。